# Princeton: A Search for Answers

Princeton: A Search for Answers est un court métrage documentaire américain réalisé et produit par Julian Krainin (en) et DeWitt Sage, et sorti en 1973.

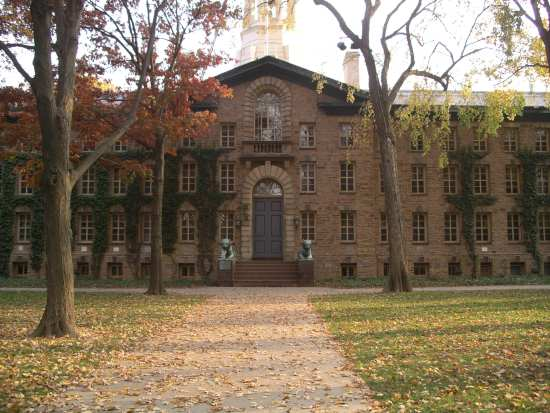
Nassau Hall à l'université de Princeton.

Il a été réalisé à l'époque où l'Université de Princeton diversifiait la sélection de ses étudiants.
Il a remporté l'Oscar du meilleur court métrage documentaire en 1974.
Quarante ans plus tard, en 2013, il est présenté au Museum of Modern Art de New York.

## Fiche technique
- Réalisation : Julian Krainin (en) et DeWitt Sage
- Scénario : DeWitt Sage
- Durée : 30 minutes
- Date de sortie : 1973

## Distinctions
- 1974 : Oscar du meilleur court métrage documentaire